# Загорці (Добрицька область)
Заго́рці (болг. Загорци) — село в Добрицькій області Болгарії. Входить до складу общини Крушари.

## Населення
За даними перепису населення 2011 року у селі проживали 124 особи.
Національний склад населення села:
| Національність   | Кількість осіб | Відсоток |
| ---------------- | -------------- | -------- |
| болгари          | 21             | 51,2%    |
| цигани           | 17             | 41,5%    |
| турки            | 0              | 0%       |
| Всього відповіли | 41             |          |

Розподіл населення за віком у 2011 році:
Динаміка населення: